# Francesco Majani
Francesco Majani (Bologna, 1718 – 1778) è stato un attore teatrale italiano.
Attivo al teatro San Luca di Venezia, fu celeberrimo Brighella.